# Urbano Salvolini
Urbano Evaristo Salvolini (Roversano, 8 novembre 1873 – Ancona, 21 aprile 1951) è stato un medico italiano.

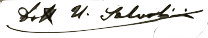
Firma di Urbano Salvolini

Medico condotto, è stato una figura molto conosciuta e stimata ad Ancona, tanto che il Comune nel 1971 gli ha dedicato una strada nel rione del Passetto, ricordandolo con queste parole: “[...] Vivo è il ricordo di questo medico disinteressato, preparato, umano con i poveri e comprensivo con i clienti [...] corrispondente di vari giornali scientifici, studioso ed umanista.” Ha collaborato con il Movimento di Resistenza ad Osimo ed è stato socio fondatore e segretario dell'Accademia Medico Chirurgica del Piceno, e, assieme a Gustavo Modena ed al professor Recanatesi, uno degli organizzatori dell'Università Popolare di Ancona.

## Biografia
Figlio di Cleto Salvolini, sindaco di Roversano (Cesena), intrapresi gli studi scientifici, si laurea in Medicina e Chirurgia alla Regia Università degli Studi di Roma (l'attuale Sapienza) con una tesi sulle Disfrenie Nevralgiche il 13 luglio 1898 (voti 107 su 110), nello stesso corso di Maria Montessori, dopo aver prestato servizio interno nella Clinica dell'università dal 1896 al 1898.

### Periodo cesenate
Quello stesso anno, nominato assistente di Robusto Mori (al posto del dottor Masacci) dalla Congregazione di Carità, torna a Cesena dove lavora all'Ospedale Civile e Militare in Medicina generale dal 1º agosto 1898 al 28 febbraio 1899, ma subito lo colpisce la morte di Mori, che aveva imparato a stimare e di cui scriverà un toccante elogio funebre su "Il Cittadino", giornale storico di Cesena, in occasione dell'anniversario della scomparsa del "medico filantropo" (elogio tra l'altro ripreso da diverse pubblicazioni sul professore). Viene quindi promosso primario e rimane in quel reparto fino al 1º marzo del 1900 per passare successivamente a lavorare in chirurgia, per due mesi da assistente, per sei mesi da aiuto chirurgo e da chirurgo fino al 1º maggio del 1901. In questo periodo dirige già il servizio medico e chirurgico dell'Ospizio Esposti e Maternità di Cesena e tiene la rubrica medica del giornale "Il Cittadino" (che si interessa anche dei suoi avanzamenti di carriera), con articoli come "La lotta contro la tubercolosi" (17/12/1899), "Note d'igiene" (18/2/1900) e "Laboratorio d'igiene" (6/10/1901), particolarmente interessanti non tanto per il contenuto quanto per il modo di esporlo con tabelle, grafici e previsioni statistiche. Acquistando notorietà, comincia a guardarsi intorno in cerca di un'occupazione migliore e nel 1901 presenta il proprio curriculum per i concorsi di condotta ad Osimo (Ancona) e Poggio Berni (Rimini).

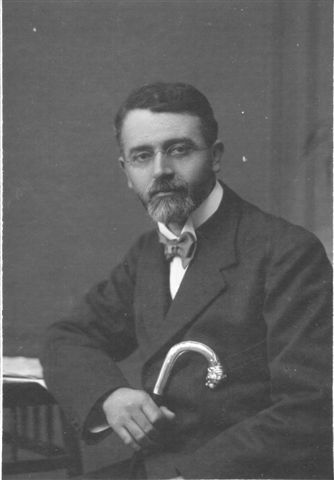
Urbano nei primi anni del 1900

### Da Amandola ad Ancona
Ad Osimo è fra i primi cinque classificati su più di 50 concorrenti, e si classifica primo per la condotta chirurgica a Poggio Berni, quando gli viene proposto da Bindo Benini (cui avevano offerto un periodo di specializzazione in una clinica tedesca) di sostituirlo per un breve periodo nell'ospedale di Amandola (Ascoli Piceno); ma il Benini scrive dalla Germania "[...] di non poter assicurare di tornare, e tornando di restare [...] e che pur trovandomi nella circostanza di dover rinunciare al posto di chirurgo di Amandola, l'Amministrazione come la popolazione non vorranno privarmi della loro benevolenza". Così il Consiglio d'Amministrazione, presa nota delle dimissioni del chirurgo, immediatamente assume Salvolini a tempo indeterminato. Intorno alla data del suo trasferimento, sposa la Contessina Teresa Neri - cesenate anch'ella - che lo seguirà in tutti i suoi spostamenti. Resterà ad Amandola fino a quando, dopo aver compiuto un centinaio di operazioni nell'ospedale oltre agli impieghi della condotta, non otterrà finalmente nel 1903 il posto di medico-chirurgo ad Osimo, dove rimane per tre anni durante i quali nasce la sua prima figlia, Gabriella (1904). Molto forte è il suo legame con questa città, tanto che durante la Seconda Guerra Mondiale tornerà proprio ad Osimo, dove era stata trasferita temporaneamente l'amministrazione del capoluogo di regione nel novembre del '43 dopo i primi bombardamenti ad Ancona, collaborando con il movimento di Resistenza, non solo con l'aiuto medico totalmente disinteressato, ma, dopo il ritiro delle truppe tedesche, organizzando la distribuzione delle derrate presenti nei magazzini del Palazzo Barberini, e prendendosene la piena responsabilità sia di fronte ai proprietari che agli occupanti.

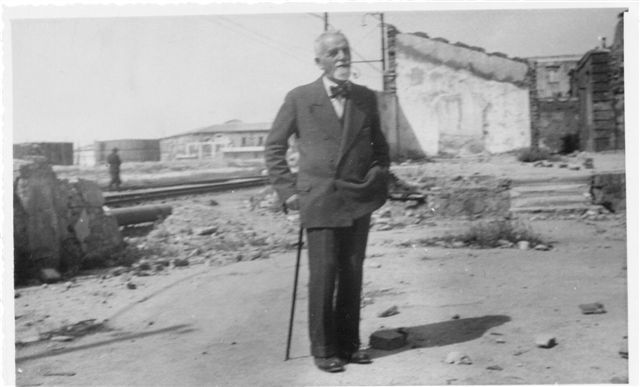
Urbano vicino agli Archi dopo i bombardamenti: si può notare a sinistra sullo sfondo il Lazzaretto di Ancona

Con l'allargarsi della sua famiglia cerca però un impiego più remunerativo in una città con maggiori servizi e, dopo aver avuto per un anno la condotta dei Rioni del Porto e del Borgo di Senigallia (pur mantenendo l'incarico nell'Ospedale di Osimo), ottiene l'incarico di medico condotto ad Ancona nei rioni degli Archi, del Porto e del Duomo-San Pietro.

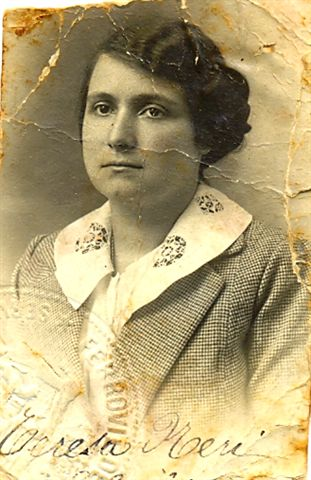
Teresa Neri

### "In" Ancona
Ad Ancona nascono i suoi altri tre figli, rispettivamente Cleta (1906), Tilde (1908) ed Ubaldo (1911), mentre lui si impegna non soltanto dal punto di vista medico, con diversi incarichi fra cui quelli di Medico di Riparto delle Ferrovie dello Stato (dal 1911 al 1942), di segretario della Società Medico-Chirurgica di Ancona (nel 1922), di socio fondatore e segretario dell'Accademia Medica-Chirurgica del Piceno, di medico condotto ad Offagna durante la Grande Guerra e di membro del comitato italiano per il Congresso di Talassoterapia a Monaco (1918), ma anche in ambito sociale fondando ed insegnando all'Università Popolare di Ancona (Associazione Anconetana per l'Istruzione e l'Educazione del Popolo) assieme al professor Recanatesi ed a Gustavo Modena.

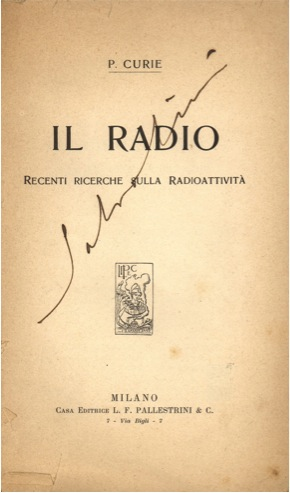
Prima pagina de "Il Radio - recenti ricerche sulla radioattività", di Pierre Curie, Prima Edizione in Italiano

 La collaborazione con Modena - personaggio all'avanguardia della psichiatria del novecento, vicepresidente della Società Italiana di Psichiatria - lo spinge ad entrare all'interno dell'esperimento che questi stava portando avanti con la sua particolare direzione dell'Ospedale Psichiatrico di Ancona (prima di esserne allontanato in seguito all'applicazione delle leggi razziali), ossia creare un luogo protetto, sicuro e pacifico dove i malati mentali potessero non rimanere rinchiusi, ma dedicarsi a diverse attività costruttive (come coltivare i campi intorno all'Istituto ed imparare nuovi mestieri) e Salvolini diventa così Medico del Reparto Maschile del Manicomio Provinciale di Ancona nel 1916.

Ospedale psichiatrico primi anni 900

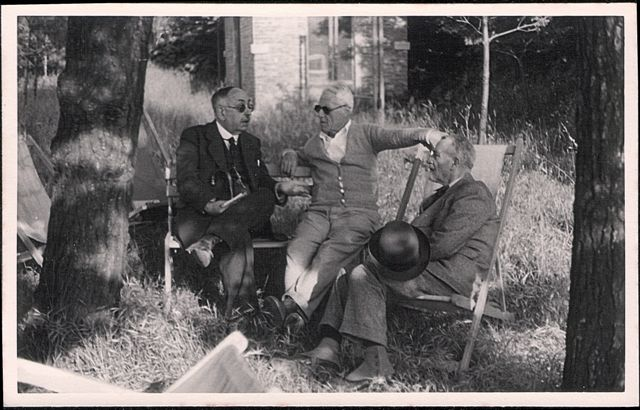
Da sinistra: Francesco Motolese, oculista, Goffredo Sorrentino, medico dello sport e Urbano Salvolini

Da persona apertissima alle novità qual era (come ricorda anche il professor Devoto nel commento alla sua pubblicazione "Note cliniche su 400 ammalati di tifo": "[...] dimostra cultura, modernità di vedute, tendenza forse eccessiva ad applicare tutte le formule terapeutiche proposte[...]"), è uno dei primi ad interessarsi alla radioattività: acquista infatti una copia del nuovissimo "Il Radio - recenti ricerche sulla radioattività", di Pierre Curie, ed utilizza persino l'allora giovane tecnica della radiologia come perito in una causa di tribunale. Conosceva molte lingue fra cui, oltre l'inglese, il tedesco e il francese, anche il giapponese: intrattiene persino una corrispondenza con F. Magnasco, facendogli notare degli errori nel suo ultimo dizionario "Lingua giapponese parlata" (edito dalla Hoepli nel 1921).
Muore ad Ancona il 21 aprile 1951, e sulla sua lapide fa scrivere semplicemente: "Urbano Salvolini - medico - fece del suo meglio."

## Curiosità
Non soltanto nella sua vita privata di medico condotto dei primi del '900 possiamo trovare delle cose che non ci aspetteremmo, come il fatto che era solito suonare assieme ai suoi figli (lui il violoncello, le ragazze la viola e il violino e Ubaldo il pianoforte) perché all'epoca i dischi non erano ancora molto diffusi, ma anche nella sua vita professionale: infatti da medico condotto non si limitava a prescrivere delle analisi, come l'odierno medico di famiglia, ma le effettuava direttamente sul posto. Ecco una serie di strumenti a lui appartenuti ed utilizzati durante le visite (il link presente nel nome dell'oggetto corrisponde ad una foto):
- Sfigmografo: apparecchio per la sfigmografia, attraverso un complesso sistema di leve collegate ad un bottone pigiato sull'arteria radiale consentiva di produrre uno sfigmogramma inciso su carta annerita (come questo); è l'antenato dell'attuale sfigmomanometro.
- Colorimetro: antenato del colorimetro moderno, svolgeva lo stesso compito ma non elettronicamente; era, ed è, particolarmente utile per alcune fasi delle analisi del sangue, come individuare possibili glicemie.
- Oscillotonometro: se lo sfigmografo è il padre dello sfigmomanometro, l'oscillotonometro ne è la madre: inventato da Heinrich von Recklinghausen, misura infatti la pressione sanguigna.
- Contacellule di Thoma: questo strumento è la versione manuale del contaglobuli elettronico e veniva utilizzato, come dice il nome, per contare le cellule del sangue paziente e verificare che non ci fossero anomalie.
- Microscopio: anche se conosciuto da tutti, questo strumento merita comunque la nostra attenzione. Non è infatti un microscopio comune, ma è stato prodotto da Francesco Koristka, monta lenti Zeiss, e all'epoca era il meglio del meglio che ci fosse in circolazione, un po' come oggi un microscopio elettronico di ultima generazione.
- "I dieci comandamenti di Nonno Urbano": per ultima, ma non certo per importanza, una lettera scritta da Urbano alla nipote Silvana. Cos'ha di particolare? Racchiude, oltre alle raccomandazioni di comportarsi bene, delle informazioni sull'igiene che oggi potremmo considerare banali, ma che all'epoca evidentemente non lo erano; vi si legge infatti:

"Ancona, 1º maggio 1946: 10 comandamenti del nonno
1. Dare la caccia alle mosche, perché portano le infezioni;
2. Lavarsi le mani prima di avvicinarle alla bocca e di toccare il cibo;
3. Coprire sempre il pane, le posate, i bicchieri, perché non siano apportatori di infezioni;
4. Obbedire ai genitori;
5. Non dare le spinte al fratello;
6. Sopporta con pazienza le persone moleste;
7. Impara a vestirti da te (cioè confezionarti i vestiti);
8. Non essere ambiziosa;
9. Pensa che al mondo siamo tutti fratelli, quindi aiuta il prossimo e chi soffre;
10. Ricordati che chi ha scritto queste righe è il nonno Urbano, il quale ti vuole "tanto... tanto be" (lett.).

Un Bacio, Dott. Salvolini Urbano"

## Pubblicazioni
- U. Salvolini, "Contributo clinico alla conoscenza delle disfrenie nevralgiche", estratto dalla "Rivista di Psicologia, Psichiatria e Neuropatologia", Fasc. 16, Vol. II - Editori Fratelli Capaccini, Roma (1898)
- U. Salvolini, "Alcuni casi strani inviati al Lazzaretto per Croup" (1899)
- R. Mori e U. Salvolini, "Cura del tetano con iniezioni di sostanza cerebrale emulsionata", estratto dal Raccoglitore Medico dell'Ospedale Civile di Cesena, Serie VI, Vol. III, n.°4 - Tip. e Lit. Democratica, Forlì (1899)
- U. Salvolini, "L'uso del siero antidifterico" (1899)
- U. Salvolini, "La presenza dell'albumina aceto solubile nell'urina di un nefritico - Nota casistica del dott. Salvolini Urbano", estratto dal Raccoglitore Medico dell'Ospedale Civile di Cesena, Serie VI, Vol IV, n.°18 - Tip. e Lit. Democratica, Forlì (1899)
- U. Salvolini, "Contributo clinico alla cura della peritonite tubercolare ascitica per mezzo della paracentesi e insufflazione di aria" (1899)
- U. Salvolini, "Un caso di tetano traumatico" (1900)
- U. Salvolini, "Contributo alla operazione di Talma" (1900)
- U. Salvolini, "Osservazioni cliniche su due ammalati di tumore cerebrale e su uno di isterismo grave" (1900)
- U. Salvolini, "Note cliniche su 400 ammalati di tifo" - Tip. Nazzareno Bettini, Osimo (1905)
- U. Salvolini, "Un caso di idrocele curato colla trapiantazione extrasierosa del testicolo" (1906)
- U. Salvolini, "Morbo di Dupuytren - contributo anatomo-patologico (con 1 tavola)", estratto dall'annuario del Manicomio Provinciale di Ancona, Anni IV e V - Tipografia Dorica, Ancona (1907)
- U. Salvolini, "L'oftalmoreazione alla tubercolina" (1907)
- U. Salvolini, "Rapida facile determinazione dell'azoto totale delle urine" (1911)